# Campionato italiano di ciclismo su strada 1906
Il Campionato italiano di ciclismo su strada 1906 venne disputato il 16 settembre 1906 e vide l’affermazione di Giovanni Cuniolo che completò il percorso di 100 km in 3h32'33", precedendo Battista Danesi e Mario Fortuna.

## Resoconto degli eventi
I protagonisti di giornata furono il tortonese Giovanni Cuniolo e il varesino Luigi Ganna che sulla salita di Genzano staccarono tutti. A sei chilometri dal traguardo e dopo 40 chilometri di inseguimento rientrarono sui fuggitivi Battista Danesi e il romano Mario Fortuna. Quest’ultimo incitato dalla folla attaccò negli ultimi 500 metri ma venne superato in volata da  Danesi e Cuniolo che vestì la prima maglia tricolore curiosamente realizzata a strisce verticali.
Solamente 6 ciclisti portarono a termine la competizione. I corridori Zoffoli, Zanzottera, Spasiano, Baiocco, Pavesi, Brambilla e Mirancelli arrivarono fuori tempo massimo.

## Ordine d'arrivo (Top 10)
| Pos. | Corridore         | Squadra         | Tempo    |
| ---- | ----------------- | --------------- | -------- |
| 1    | Giovanni Cuniolo  | Rudge Whitworth | 3h32'33" |
| 2    | Battista Danesi   | Rudge Whitworth | s.t.     |
| 3    | Mario Fortuna     | Indipendente    | s.t.     |
| 4    | Luigi Ganna       | Turkheimer      | s.t.     |
| 5    | Carlo Mairani     | Indipendente    | a 2'07"  |
| 6    | Clemente Canepari | Indipendente    | s.t.     |